# Amomum gracile
Amomum gracile är en enhjärtbladig växtart som beskrevs av Carl Ludwig von Blume. Amomum gracile ingår i släktet Amomum och familjen Zingiberaceae.
Artens utbredningsområde är Java. Inga underarter finns listade i Catalogue of Life.